# Nicolò D'Amico
Nicolò D'Amico, más conocido como Nichi D'Amico (Palermo, 28 de junio de 1953-Cagliari, 14 de septiembre de 2020) fue un astrofísico italiano, profesor de Astrofísica en el Departamento de Física de la Universidad de Cagliari y Presidente del Istituto Nazionale di Astrofisica (INAF). 

## Biografía
Doctorado en Física en la Universidad de Palermo en 1977. Como presidente del INAF desde el 16 de octubre de 2015, trabajó para reforzar las relaciones institucionales tanto en el campo nacional como en el internacional incluyendo también al mundo industrial. Tras finalizar su primer mandato de cuatro años en el INAF inició su segundo mandato el 30 de diciembre de 2019.
Su figura ha sido una de las más importantes en la realización del proyecto del Sardinia Radio Telescope (SRT), el radiotelescopio situado en la provincia de Cagliari, en la isla de Cerdeña, el más grande y más avanzado tecnológicamente de Italia y el más grande de Europa.
Su actividad como científico se desarrolló en el campo de la astrofísica experimental, centrándose en el estudio de los púlsares, la radioastronomía y la astrofísica de altas energías.
Falleció el 14 de septiembre de 2020 en Cagliari.

## Carrera académica
Desde 1982 hasta 1995 fue investigador universitario en la Facultad de Ciencias de la Universidad de Palermo. Durante el año 1985 obtuvo una beca de investigación de la OTAN en la división de Radiofísica del CSIRO en Sídney (Australia). Desde 1990 a 2001 fue investigador del Istituto di RadioAstronomía de Bologna en la Estación radioastronómica de Medicina. Desde 1996 a 2001 fue astrónomo asociado en el Observatorio Astronómico de Bologna y subdirector del mismo. Desde 2002 fue profesor ordinario en el Departamento de Física de la Universidad de Cagliari, siendo además director del Observatorio Astronómico de Cagliari desde 2002 a 2010.

## Proyectos e investigaciones
Junto a Andrew Lyne del Observatorio Jodrell Bank (Reino Unido) y Dick Manchester del CSIRO (Sídney, Australia) es uno de los fundadores e impulsores de uno de los más prestigiosos grupos internacionales de investigación, la Red de Púlsares Europea EPN (European Pulsar Network), más conocido como el grupo PULSE. Gracias a este grupo se detectaron 850 púlsares, un número superior a los descubiertos en los treinta años anteriores. Otro gran éxito de este grupo fue descubrir el primer sistema binario formado por dos púlsares que ha permitido verificar la Teoría de la Relatividad General con una excelente precisión. El 2 de diciembre de 2005 la comisión Europea concedió el Premio Descartes al grupo PULSE como uno de los proyectos de investigación de ese año 2005.
Participó cronológicamente en los siguientes proyectos e investigaciones:
- COS-B Caravane Collaboration, 1977-1981. Durante este periodo D’Amico representó al Instituto de Física Cósmica e Informática del CNR de Palermo, que es uno de los seis centros de investigación que formaron parte del conocido como The Caravane Collaboration,[10] y participó en el Grupo de Reducción de Datos (Data Reduction Group o DRG) de la misión europea COS-B.[6]

- Primeros experimentos en la línea de 21 centímetros del Hidrógeno en el Observatorio de Parkes(Australia), 1981-1982. D’Amico colideró la puesta a punto de los primeros experimentos pioneros en el Observatorio de Parkes, que constituyeron la base de lo desarrollado en las siguientes tres décadas.[6]

- III Molonglo Survey. Líder de un experimento piloto con el gran radiotelescopio Cruz del Sur del Observatorio de Molonglo en Australia, 1983-1986, con el que D’Amico puso las bases para el futuro reacondicionamiento del radiotelescopio italiano Cruz del Norte de la Estación radioastronómica de Medicina.[6]

- 1.4.GHz Survey, 1988-1993. Colíder de una profunda investigación del plano galáctico en la línea de 21 centímetros del Hidrógeno desde el Observatorio de Parkes, que permitió descubrir numerosos púlsares distantes y otros púlsares asociados a fuentes de rayos gamma de alta energía. El equipo italiano que dirigió D’Amico contribuyó a la instalación de diversos componentes hardware además de su participación en las campañas de observación.[6]

- Reacondicionamiento del radiotelescopio Cruz del Norte en la Estación radioastronómica de Medicina, 1988-1993. Líder del proyecto con la instalación de modernos front-end de bajo ruido y sistemas de rotación analógicos de multihaces.[6]

- Low Frequency Survey, 1994-1996. Colíder del barrido a bajas frecuencias llevado a cabo en todo el cielo desde el Observatorio de Parkes. Se descubrieron centenares de nuevos púlsares con periodos de milisegundos. El equipo italiano que dirigía Nichi D’Amico contribuyó a la instalación de diversos componentes hardware además de su participación en las campañas de observación.[6]

- Pulsar Survey con el radiotelescopio Cruz del Norte, 1994-1999. Líder del proyecto, desarrollo y conducción de un avanzado backend para la investigación de púlsares con periodos de milisegundos con la Cruz del Norte en la Estación radioastronómica de Medicina, de cuyas observaciones se descubrieron nuevos púlsares de milisegundos.[6]

- Observaciones en radio en coordinación con el Gamma Ray Observatory (GRO), 1995-1996. Líder del proyecto, desarrollo y conducción de un avanzado backend para el timing de púlsares con la Cruz del Norte en la Estación radioastronómica de Medicina, dando soporte a las observaciones del GRO.[6]

- Parkes Multibeam Survey, 1996-2011. Colíder de los experimentos que revolucionaron el panorama de los púlsares, con el descubrimiento de más de 2 000 púlsares, entre ellos el primer sistema binario de dos púlsares, conocido como PSR J0737-3039. El equipo italiano que dirigía Nichi D’Amico contribuyó a la instalación de diversos componentes hardware además de su participación en las campañas de observación.[6]

- GC Survey, 1998-2020. Líder de la búsqueda de radiopúlsares en cúmulos globulares en el Observatorio de Parkes. Con este experimento se descubrieron nuevos púlsares de periodos de milisegundos y se logró profundizar en las problemáticas de la dinámica de los cúmulos globulares. El equipo italiano que dirigía Nichi D’Amico contribuyó a la instalación de diversos componentes hardware además de su participación en las campañas de observación.[6]

- High Time Resolution Universe Legacy Survey (HTRU), 2006-2020. Colíder de este experimento de radio en el Observatorio de Parkes gracias al cual se descubrieron numerosos RRAT (Rotating radio transients) y planetas extrasolares.[6]

## Producción científica
El Archivo Internacional de la NASA cuenta con unas 300 entradas a su nombre y casi 10 000 citas. De estas publicaciones una decena son en colaboración con el Premio Nobel de Física de 1993 J.H. Taylor,  y más de 20 aparecen en las prestigiosas revistas Nature o Science.
El Instituto americano Thomson-ISI lo señala como el científico más citado en el año 2004 en el sector de las Ciencias Espaciales.

## Premios
- Premio Europeo Descartes 2005, por la Investigación Científica (diciembre de 2005, Londres)[6]
- Premio "Targa Giuseppe Piazzi" 2005 por la Investigación en Astronomía (noviembre de 2005, Palermo)[11]
- Medalla de la Commonwealth Australiana “CSIRO Medal Certificate” (noviembre de 1993, Melbourne)[12]

## Astrofísicos y alumnos formados bajo su liderazgo
Durante su papel de líder y colíder en los diferentes proyectos en los que participó en el Observatorio de Parkes, D'Amico formó a jóvenes astrofísicos que posteriormente han tenido relevancia internacional como Marta Burgay, Fernando Camilo, Vicky Kaspy, Michael Kramer, Duncan Lorimer, Andrea Possenti, Ingrid Stairs y Ben Stappers.